# Victor McCrary
Victor R. McCrary, Jr. est né le 16 mai 1955 à Washington aux États-Unis, est un chimiste physicien américain, qui est vice-président de la recherche à l'Université du District de Columbia. Il est membre de l'American Chemical Society et ancien président de l'Organisation nationale pour l'avancement professionnel des chimistes et ingénieurs chimistes noirs.

## Biographie
McCrary est né et a grandi à Washington, DC. Il a obtenu un baccalauréat ès arts en chimie de l'Université catholique d'Amérique, un doctorat en chimie de l'Université Howard et une maîtrise ès sciences en ingénierie et gestion de la technologie de l'Université de Pennsylvanie.

## Carrière
Après avoir obtenu son doctorat, McCrary a rejoint Bell Labs en tant que membre de l'équipe technique. En 1995, il rejoint le National Institute of Standards and Technology, où il dirige les systèmes convergents.
McCrary a rejoint le laboratoire de physique appliquée de Johns Hopkins en 2003. En 2007, il a été nommé président de l'Organisation nationale pour l'avancement professionnel des chimistes et ingénieurs chimistes noirs (NOBCChE). McCary a travaillé comme vice-chancelier à l'Université du Tennessee et vice-président de l'Université Morgan State.
En octobre 2016, McCary a été nommé au Conseil national des sciences (en). Il a été nommé vice-président en juillet 2020.

## Vie personnelle
McCrary est catholique, membre de longue date des Chevaliers de Colomb et paroissien de Saint John the Evangelist à Columbia, dans le Maryland[réf. nécessaire].

## Prix et distinctions
- 1990 Ingénieur noir le plus prometteur, US Black Engineer Magazine;
- Prix du pionnier de l'année 1992, Société nationale des ingénieurs noirs (en);
- 1992 Réalisation technique exceptionnelle, Conférence Synergy, Journal technique des Bell Labs (en);
- 1996 Conférencier émérite, 60e Collège des conférenciers émérites, Société scientifique Sigma-Xi;
- Prix de l'égalité des chances en matière d'emploi 1998, Institut national des normes et de la technologie (NIST);
- Médaille d'or 2000, Prix et décorations du ministère du Commerce des États-Unis (en);
- Prix Percy L. Julian 2002 [7];
- 2005 Personnel professionnel principal, Laboratoire de physique appliquée de l'Université Johns Hopkins[8];
- Lauréat du prix Rays of Hope 2006, ingénierie/sciences, 13e édition annuelle des Rays of Hope Awards;
- Prix de réussite en développement économique 2006, Autorité de développement économique du comté de Howard;
- Intronisé au Temple de la renommée de la DVDA en 2007, DVD Association;
- Temple de la renommée du DVD de l'Association DVD 2007 [9],[10];
- Prix de l'innovateur technologique 2008, section de Washington, DC, Société nationale des ingénieurs noirs (en)(NSBE)[11];
- Membre 2009, Institut scientifique africain[8];
- Prix du scientifique de l'année 2011 et de l'ingénieur noir de l'année[12];
- Prix de l'ingénieur noir de l'année 2011 Scientifique de l'année[13];
- Prix du service Mère Mary Lange 2012, archidiocèse de Baltimore[14];
- Prix de reconnaissance de la diversité 2012, Conseil de leadership pour la diversité de l'Université Johns Hopkins[15];
- Intronisé au Temple de la renommée 2012, Career Communications Group
- Intronisé au Temple de la renommée 2013, Lycée catholique DeMatha (en)[16];
- Membre 2014 de l'American Chemical Society[17];
- Prix d'excellence en recherche des anciens élèves 2015, Université catholique d'Amérique;
- Prix des anciens élèves distingués 2017, École supérieure de l'Université Howard;
- Prix Joseph Wharton 2022, Wharton Club de Washington;

- Lee, Slattery, Lu et Tang, « The State of the Art and Practice in Digital Preservation », Journal of Research of the National Institute of Standards and Technology, vol. 107, no 1,‎ 2002, p. 93–106 (ISSN 1044-677X, PMID 27446721, PMCID 4865277, DOI 10.6028/jres.107.010);
- McCaulley, McCrary et Donnelly, « Laser-induced decomposition of triethylgallium and trimethylgallium adsorbed on gallium arsenide(100) », The Journal of Physical Chemistry, vol. 93, no 3,‎ 1989, p. 1148–1158 (ISSN 0022-3654, DOI 10.1021/j100340a026, lire en ligne );
- (en) Lee, Guttenberg et McCrary, « Standardization aspects of eBook content formats », Computer Standards & Interfaces, vol. 24, no 3,‎ 1er juillet 2002, p. 227–239 (ISSN 0920-5489, DOI 10.1016/S0920-5489(02)00032-6, lire en ligne ).